# ChaRonda Williams
ChaRonda Regina Williams (* 27. März 1987 in Richmond, Kalifornien) ist eine ehemalige US-amerikanische Leichtathletin, die sich auf den Sprint spezialisiert hat. Ihren größten sportlichen Erfolg feierte sie mit dem Gewinn der Diamond Trophy über 200 Meter im Jahr 2012 sowie mit dem Gewinn der Goldmedaille in der 4-mal-400-Meter-Staffel bei den NACAC-Meisterschaften 2015 in San José und dem Gewinn der Silbermedaille über 100 Meter ebendort.

## Sportliche Laufbahn
ChaRonda Williams wuchs in Kalifornien auf und studierte von 2008 bis 2009 an der Arizona State University und wurde 2009 NCAA-College-Hallenmeisterin in der 4-mal-400-Meter-Staffel. 2009 startete sie im 200-Meter-Lauf bei den Weltmeisterschaften in Berlin und schied dort mit 22,81 s im Halbfinale aus. 2011 wurde sie bei der Doha Diamond League in 22,95 s Zweite und im Jahr darauf gelangte sie bei den Bislett Games mit 22,75 s auf Rang drei. Anschließend wurde sie beim Meeting Areva in 22,70 s Dritte und siegte dann in 22,75 s beim London Grand Prix sowie in 22,82 s bei der DN-galan. Im September gelangte sie beim Memorial Van Damme mit 22,74 s auf Rang drei und sicherte sich damit die Gesamtwertung in der Diamond League. 2013 erreichte sie bei den Weltmeisterschaften in Moskau das Finale über 200 Meter, in dem sie sich mit 22,81 s auf dem sechsten Platz klassierte. 2015 gewann sie bei den NACAC-Meisterschaften in San José in 11,21 s die Silbermedaille im 100-Meter-Lauf hinter ihrer Landsfrau Barbara Pierre und mit der US-amerikanischen 4-mal-400-Meter-Staffel siegte sie in 3:25,39 min gemeinsam mit Kala Funderburk, Tiffany Williams und Courtney Okolo. 2018 bestritt sie in den Vereinigten Staaten ihren letzten offiziellen Wettkampf und beendete damit ihre aktive sportliche Karriere im Alter von 31 Jahren.

## Persönliche Bestzeiten
- 100 Meter: 11,07 s (+2,0 m/s), 21. Juni 2013 in Des Moines
  - 60 Meter (Halle): 7,29 s, 31. Januar 2009 in Flagstaff
- 200 Meter: 22,32 s (+0,8 m/s), 14. Juli 2015 in Luzern
  - 200 Meter (Halle): 13. März 2009 in College Station
- 400 Meter: 52,71 s, 25. März 2011 in Palo Alto
  - 400 Meter (Halle): 53,16 s, 5. Februar 2011 in Albuquerque